# Bålstapartiet
Bålstapartiet (BÅP) är ett lokalt politiskt parti i Håbo kommun som sedan valet 1998 är representerat i kommunfullmäktige i Håbo. Partiet driver bland annat kommunala ordningsvakter, enklare bygglov och mer frekventa avgångar på pendeltåg i kommunen (vilket inte är en kommunal fråga).
Partiet startades 1994 av Owe Fröjd, som 1979-1993 var engagerad i Socialdemokraterna i kommunen. Han blev även aktiv inom Junilistan och kandiderade för dem i Europaparlamentsvalet 2009.

## Valresultat
| År   | Röster | %     | Mandat  |
| ---- | ------ | ----- | ------- |
| 1998 | –      | 7,3   | 3 av 41 |
| 2002 | 809    | 8,12  | 3 av 41 |
| 2006 | 1 611  | 14,79 | 6 av 41 |
| 2010 | 882    | 7,37  | 3 av 41 |
| 2014 | 582    | 4,59  | 2 av 41 |
| 2018 | 965    | 7,14  | 3 av 41 |
| 2022 | 1 142  | 8,16  | 3 av 41 |